# Mistrzostwa Europy w snookerze U-21
Mistrzostwa Europy U-21 w snookerze – amatorski turniej snookera dla juniorów, odbywający się w Europie. Cykl wydarzeń jest sankcjonowany przez Europejskie Stowarzyszenie Bilarda i Snookera. Po raz pierwszy wydarzenie odbyło się w 1997 roku i od tamtej pory odbywa się corocznie. Do 2010 roku wydarzenie nosiło nazwę Mistrzostwa Europy w snookerze do lat 19.
Zwycięzca turnieju kwalifikuje się do dwóch kolejnych sezonów World Snooker Tour, a także otrzymuje trofeum Ebdona, nazwane na cześć byłego mistrza świata Petera Ebdona.

## Zwycięzcy
Opracowano na podstawie materiału źródłowego.
| Rok                               | Miejsce                           | Zwycięzca                         | Finalista                         | Wynik                             | Przypisy                          |
| Mistrzostwa Europy do lat 19 EBSA | Mistrzostwa Europy do lat 19 EBSA | Mistrzostwa Europy do lat 19 EBSA | Mistrzostwa Europy do lat 19 EBSA | Mistrzostwa Europy do lat 19 EBSA | Mistrzostwa Europy do lat 19 EBSA |
| --------------------------------- | --------------------------------- | --------------------------------- | --------------------------------- | --------------------------------- | --------------------------------- |
| 1997                              | Saint Helier                      | Thomas Dowling                    | Michael Holt                      | 6–3                               | [ 2 ]                             |
| 1998                              | Rabat                             | Ian Preece                        | Sean O’Neill                      | 7–3                               | [ 4 ]                             |
| 1999                              | Kalisz                            | Gerrit bij de Leij                | Ian Preece                        | 6–3                               | [ 3 ]                             |
| 2000                              | Budapeszt                         | Roger Baksa                       | Rolf de Jong                      | 6–3                               | [ 3 ]                             |
| 2001                              | Bad Wildungen                     | Mark Joyce                        | David Donovan                     | 6–3                               | [ 5 ]                             |
| 2002                              | Carlow                            | Robert Shanks                     | Mark Joyce                        | 6–3                               | [ 3 ]                             |
| 2003                              | Ryga                              | Jamie O’Neill                     | Robert Shanks                     | 6–3                               | [ 6 ]                             |
| 2004                              | Wellingborough                    | Jamie Jones                       | Mark Allen                        | 6–3                               | [ 7 ]                             |
| 2005                              | Jekaterynburg                     | Mark Allen                        | Chris Norbury                     | 6–5                               | [ 8 ]                             |
| 2006                              | Ryga                              | Ben Woollaston                    | Vincent Muldoon                   | 6–4                               | [ 9 ]                             |
| 2007                              | Prestatyn                         | Michael White                     | Vincent Muldoon                   | 6–2                               | [ 10 ]                            |
| 2008                              | Glasgow                           | Stephen Craigie                   | Anthony McGill                    | 6–2                               | [ 11 ]                            |
| 2009                              | Petersburg                        | Luca Brecel                       | Michael Wasley                    | 6–5                               | [ 12 ]                            |
| 2010                              | Qawra                             | Jak Jones                         | Anthony McGill                    | 6–4                               | [ 13 ]                            |
| Mistrzostwa Europy do lat 21 EBSA |                                   |                                   |                                   |                                   |                                   |
| 2011                              | Qawra                             | Kacper Filipiak                   | Michael Leslie                    | 6–3                               | [ 14 ]                            |
| 2012                              | Sofia                             | Michael Leslie                    | Shane Castle                      | 6–2                               | [ 15 ]                            |
| 2013                              | Bor                               | James Cahill                      | Ashley Carty                      | 6–0                               | [ 16 ]                            |
| 2014                              | Bukareszt                         | Oliver Lines                      | Josh Boileau                      | 6–1                               | [ 17 ]                            |
| 2015                              | Qawra                             | Darryl Hill                       | Louis Heathcote                   | 6–3                               | [ 18 ]                            |
| 2016                              | Wrocław                           | Josh Boileau                      | Brandon Sargeant                  | 6–1                               | [ 19 ]                            |
| 2017                              | Nikozja                           | Alexander Ursenbacher             | Jackson Page                      | 6–4                               | [ 20 ]                            |
| 2018                              | Sofia                             | Simon Lichtenberg                 | Tyler Rees                        | 6–3                               | [ 21 ]                            |
| 2019                              | Ejlat                             | Jackson Page                      | Ross Bulman                       | 5–1                               | [ 22 ]                            |
| 2020                              | Albufeira                         | Aaron Hill                        | Hayden Staniland                  | 5–2                               | [ 23 ]                            |
| 2021                              | Albufeira                         | Dylan Emery                       | Julien Leclercq                   | 5–2                               | [ 24 ]                            |
| 2022                              | Shëngjin                          | Ben Mertens                       | Florian Nüßle                     | 5–1                               | [ 25 ]                            |
| 2023                              | Saint Paul’s Bay                  | Liam Graham                       | Julian Bojko                      | 5–2                               | [ 26 ]                            |
| 2024                              | Sarajewo                          | Liam Davies                       | Antoni Kowalski                   | 5–3                               | [ 27 ]                            |
| 2025                              | Antalya                           | Julian Bojko                      | Oliver Sykes                      | 5-4                               | [ 28 ]                            |

## Statystyki

### Mistrzowie według kraju
| Kraj              | Gracze | Pierwszy tytuł | Ostatni tytuł |
| ----------------- | ------ | -------------- | ------------- |
| Anglia            | 7      | 2000           | 2014          |
| Walia             | 7      | 1998           | 2024          |
| Irlandia          | 3      | 1997           | 2020          |
| Szkocja           | 3      | 2002           | 2023          |
| Belgia            | 2      | 2009           | 2022          |
| Holandia          | 1      | 1999           | 1999          |
| Irlandia Północna | 1      | 2005           | 2005          |
| Polska            | 1      | 2011           | 2011          |
| Wyspa Man         | 1      | 2015           | 2015          |
| Szwajcaria        | 1      | 2017           | 2017          |
| Niemcy            | 1      | 2018           | 2018          |